# Letiště Kyjov
Letiště Kyjov (ICAO: LKKY) bylo v roce 1951 vybudováno 3 km jižně od centra Kyjova u silnice II/432 do Milotic. Je určeno pro letouny, kluzáky, motorové kluzáky a ultralehká letadla.
Letiště je vybaveno pro lety VFR (podle viditelnosti). Provozní doba je od 1. dubna do 31. října v sobotu a neděli od 07:00-15:00 UTC. Letiště provozuje spolek Aeroklub Kyjov založený v roce 1946. V roce 2012 aktivně létalo asi 35 pilotů a členové aeroklubu se starali o 8 letadel: Let L-13 Blaník, Let L-23 Super Blaník, Let L-33 Solo, Schleicher ASW 15, Schempp-Hirth Standard Cirrus, L-13 SE Vivat, ZLIN 226 MS a ZLIN 142. Volací frekvence je 130,600 MHz. Aeroklub pořádá pro veřejnost každoročně Letecký den.

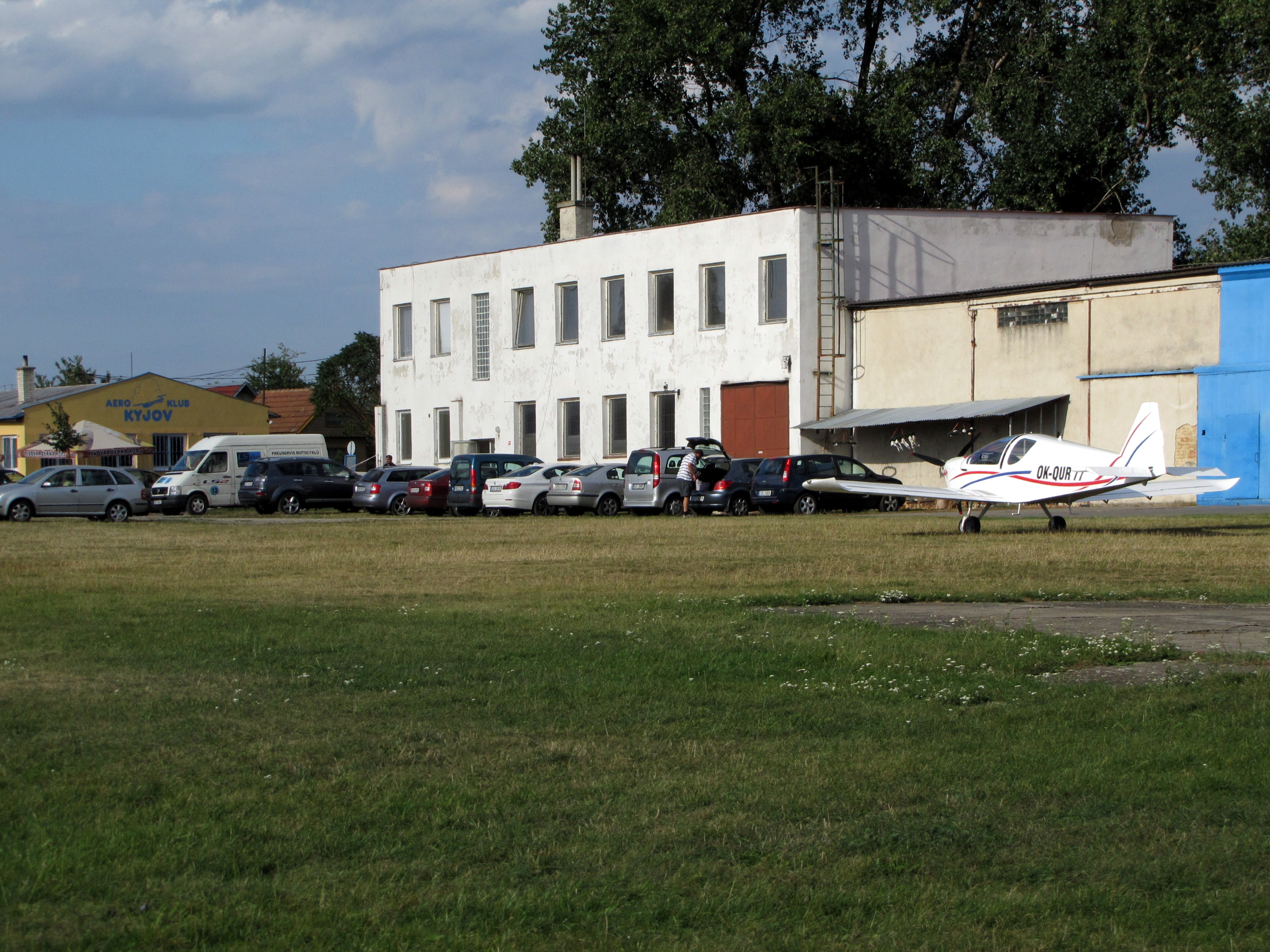
Budovy letiště
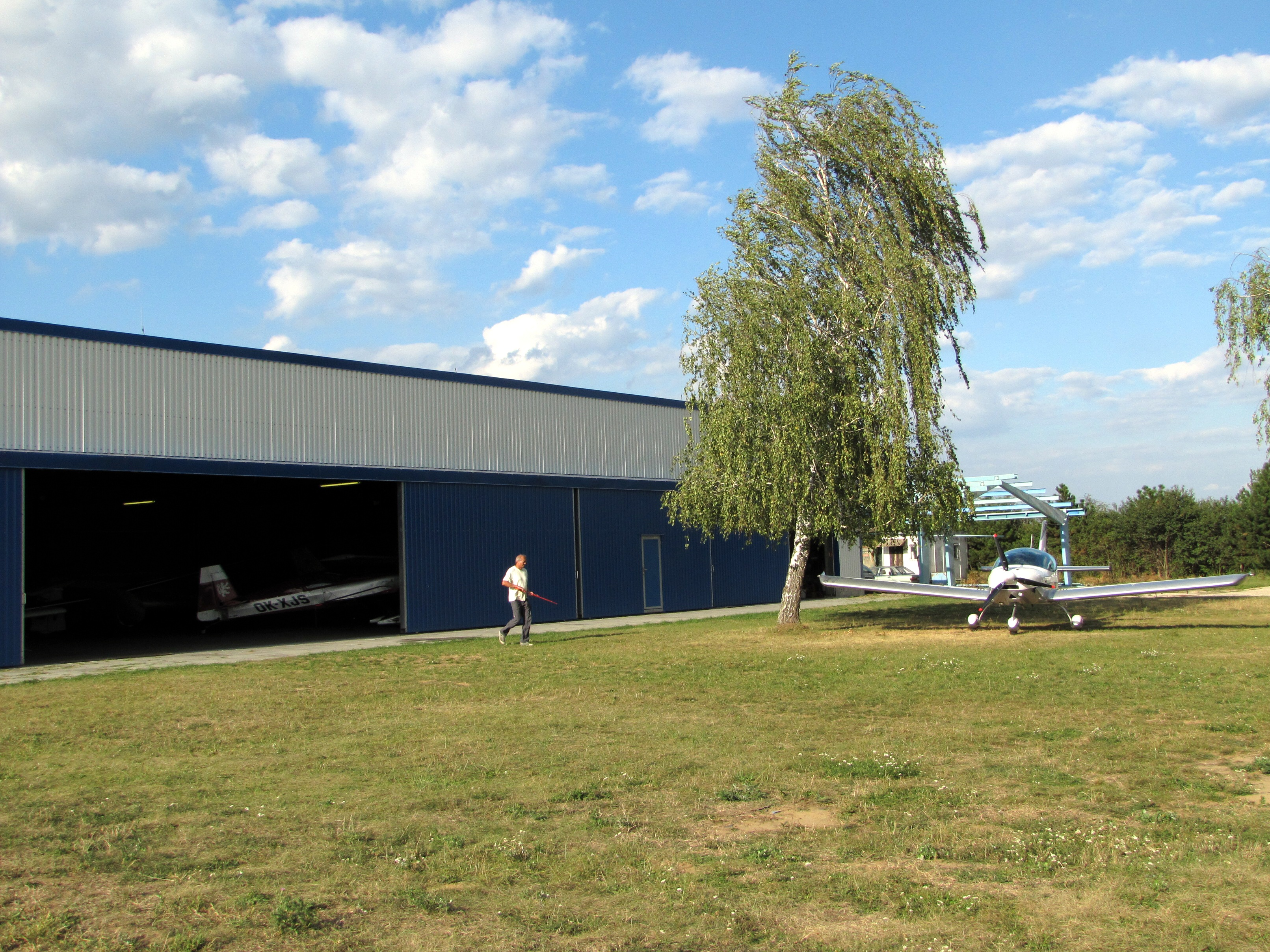
Hangár
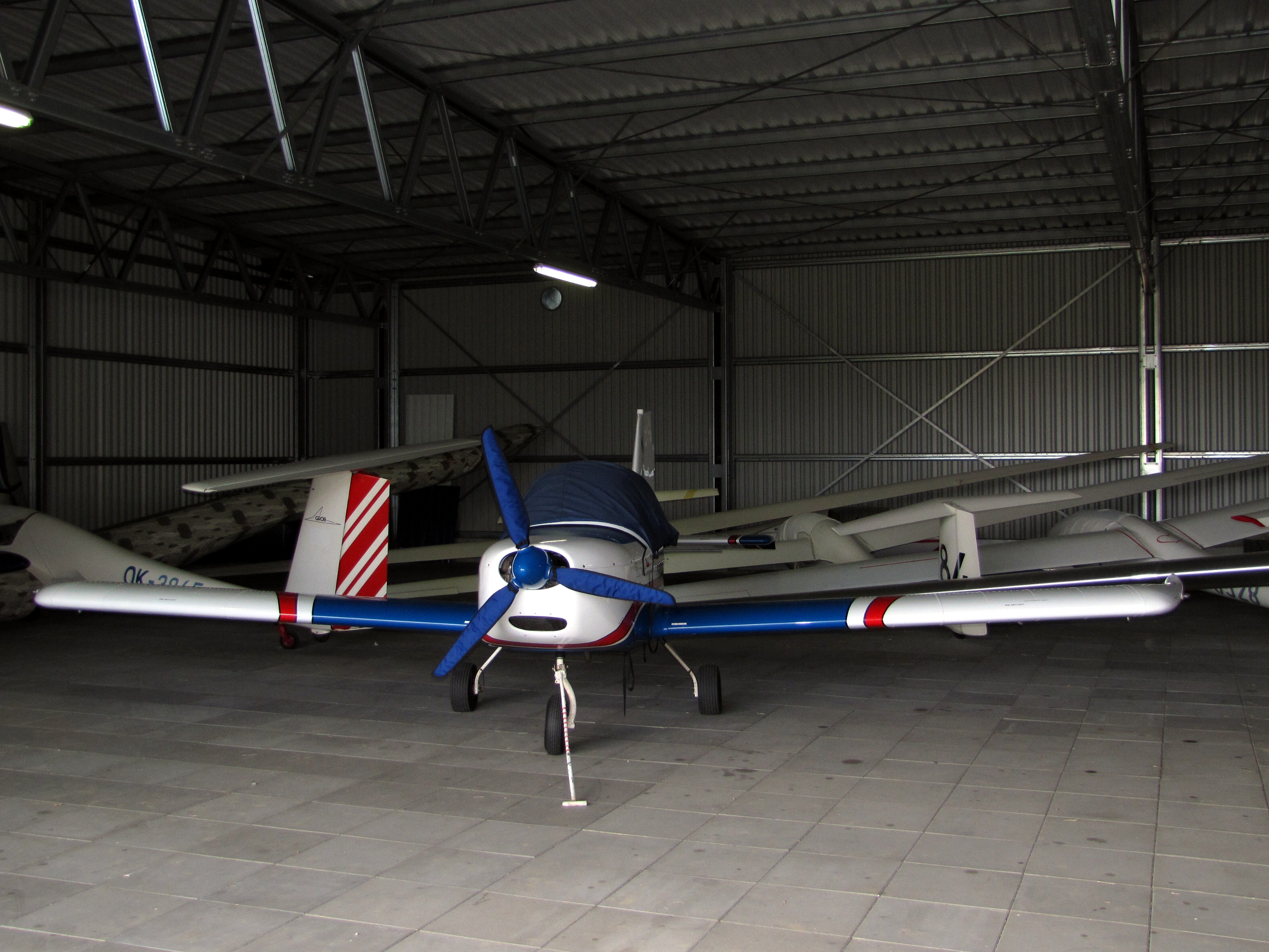
Hangár
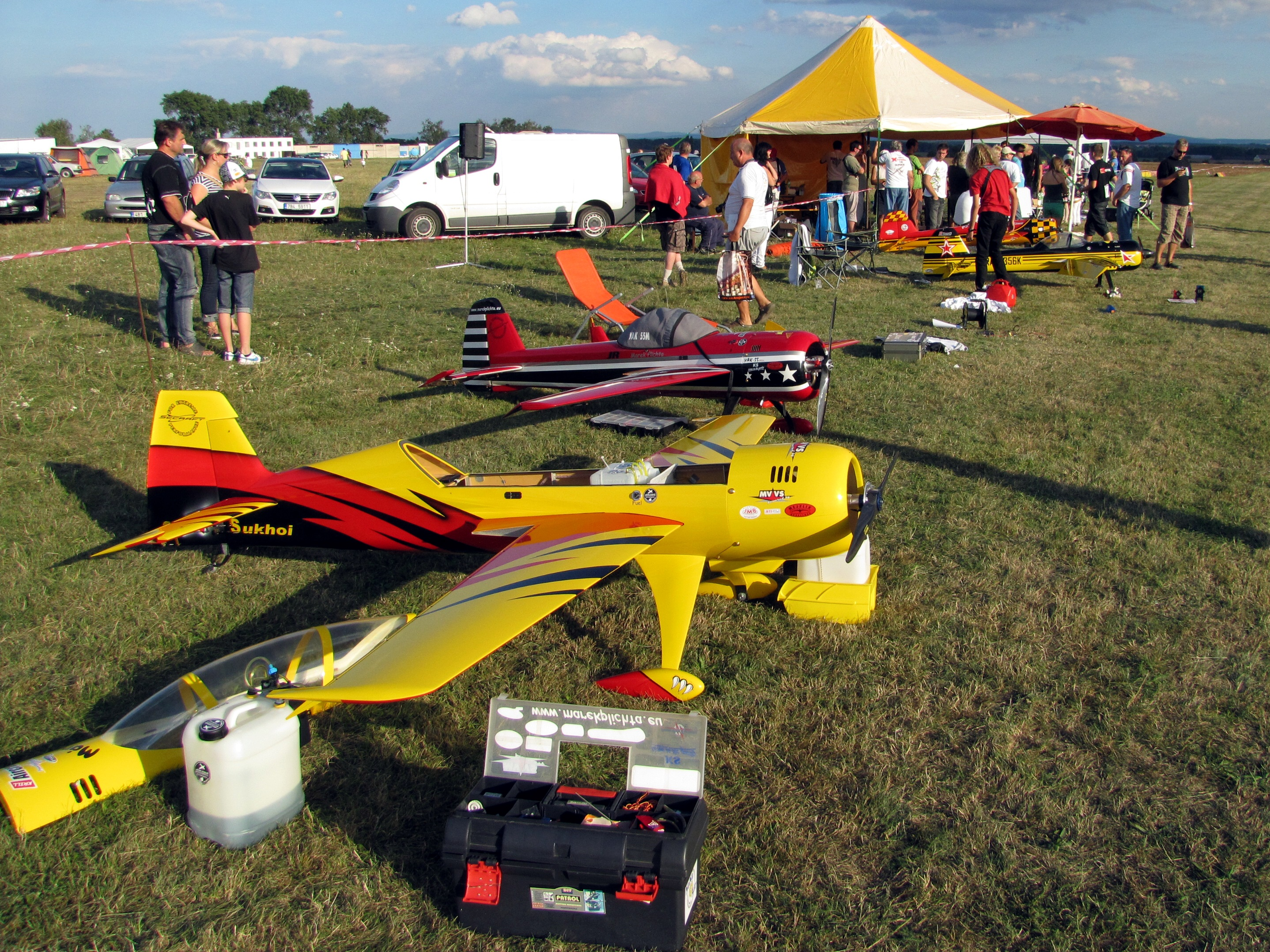
Přehlídka leteckých modelů "Jarní polétání" 2012